# Sten Adamsen
Sten Adamsen (... – Ribe, 1659) è stato un pittore danese.

## Biografia
Padre dei pittori Adam e Willem, operò a Ribe dal 1618 al 1659 collaborando con Hans il pittore, probabilmente identificato con Hans Bølling, alla realizzazione di affreschi nella chiese a nord della città, nella penisola dello Jutland. Nel 1642 affrescò la chiesa a Grimstrup.
Eseguì soprattutto pitture murali e a soffitto. Il suo stile presenta reminiscenze di Johann Sadeler, Crispijn van de Passe e Raffaello: realizzò infatti affreschi basati su incisioni da questi artisti.